# Tritoniopsis antholyza
Tritoniopsis antholyza là một loài thực vật có hoa trong họ Diên vĩ. Loài này được (Poir.) Goldblatt miêu tả khoa học đầu tiên năm 1991.